# 蕾希兒·布克斯
蕾希兒·布克斯（英語：Raychelle Burks）是華盛頓特區美國大學分析化學副教授，也是科技傳播學者，她經常出現在科學頻道上。 她以其卓越的公眾參與度而獲得了2020年美國化學學會格雷迪獎。

## 早期生活和教育
布克斯（Burks）12歲時在一次實地考察後對法醫化學產生了興趣，該實驗向學生提出了科學互動挑戰，要求學生使用科學解決現實世界中的問題。 Burks擁有北愛荷華大學的化學學士學位、內布拉斯加衛理公會大學的鑑識科學碩士學位以及內布拉斯加大學林肯分校的化學博士學位，並且是多恩大學的博士後研究員。

## 職業與研究
布克斯（Burks）於2016年成為德克薩斯州奧斯丁市聖愛德華大學的化學助理教授，在那裡她任教和進行研究直到2020年。然後，她移居華盛頓特區，以化學副教授的身份加入美利堅大學。
她目前的研究重點是開發低成本比色傳感器，以檢測包括炸藥和違禁藥物在內的法醫學所感興趣的化學物質。為了使該領域的可攜性最大化，她的團隊致力於將智能手機轉變為檢測設備。她的研究興趣在於應用科學領域，她認為該領域非常適合獲得和吸引學生的注意力，因為他們正在努力解決現實世界中的問題。她談到了她的交叉研究方法，旨在為學生提供與美國國防科學、技術與創新交流部合作應對這些現實挑戰所需的技術知識。.

## 活躍公眾領域
布克斯是善於運用流行文化作為基礎來探索化學的著名科學溝通者。她現身於美國化學社群影集的科學頻道節目“Outrageous Acts of Science” 和 “Reactions”。她曾出現在「Mother Jones 」 「Inquiring Minds」 Podcast 節目分享化學如何在殭屍末日生存以及在 The Story Collider  Podcast 分享她在犯罪實驗室的工作時光。2020年初期，她出現在 NPR Short Wave Podcast 中的 “A Short Wave Guide 同Good - and Bad - TV Forensics” 一集。 她的寫作曾被《Slate》、《華盛頓郵報》、《UNDARK》、以及《化學世界》等媒體刊登。

布克斯也是一位以身為在理工領域的非裔女性經驗發聲，作為女性科學領域非代表性團體的提倡者。 她在結合科學家與科學教育者一起給予固定參與者實際操作科學實驗經驗 的  GeekGirlCon （页面存档备份，存于） 創立 DIYSciZone 。
在美國科學社群（American Chemical Society）崔帝史塔克獎 對她的引言讀到：蕾希兒是卓越的公眾科學家，她透過直接將科學帶給她的閱聽眾的方式啟發化學之愛。她致力於能夠為無法用平常方式思考科學的人們找到娛樂與啟發兼具的化學，這點影響深遠。
2020年，布克斯出現在翠貝卡電影節中的《科學家群像》。

## 獲獎與殊榮
她的貢獻包含
- 2019美國科學探險學會大使 AAAS IF/THE Ambassador[26]
- 2020因其公開的卓越表現獲得美國化學社群Grady-Stack獎
- 2021年2月BBC Science Focus稱她為6位改變化學的女性之一